# Osteoblast
Osteoblast er en type celle som spiller en vigtig rolle i kroppens opbygning af knoglevæv.